# جین توریل
جین توریل (انگلیسی: Jayne Torvill؛ زادهٔ ۷ اکتبر ۱۹۵۷) اسکیت‌باز نمایشی، و رقصنده روی یخ اهل بریتانیا است.